# Vimeo
Vimeo (pronunție în engleză [vɪmioʊ]) este un site web ce oferă servicii de video hosting, unde utilizatorii pot încărca, distribui și viziona clipuri video. El a fost fondat de Jake Lodwick și Zach Klein în noiembrie 2004. Ei au părăsit compania în 2007 și 2008 respectiv. Denumirea Vimeo a fost creată de Lodwick și este un joc de cuvinte între video, inserând cuvântul "me" (română:eu/de mine), ca referință la faptul că site-ul e dedicat clipurilor video realizate de utilizatori, denumirea de asemenea este o anagramă cuvântului "movie" (română:film).

## Vezi și
- Dailymotion
- YouTube